# Hobbie Automobile Company
Hobbie Automobile Company war ein US-amerikanischer Hersteller von Automobilen.

## Unternehmensgeschichte
Leslie Hobbie gründete das Unternehmen um 1901 in Hampden in Iowa als Autohaus. Genannt werden Fahrzeuge von Ford, Oldsmobile, Premier und Reo. Zwischen 1908 und 1910 fertigte er Automobile. Der Markenname lautete Hobbie, evtl. auch Hobbie Accessible oder Accessible.
Ab 1910 vertrieb Hobbie Fahrzeuge von Overland, ab 1930 von Chrysler und 1939 von Crosley Motors. Danach verliert sich die Spur des Unternehmens.

## Fahrzeuge
Im Angebot standen Highwheeler. Sie hatten einen luftgekühlten Zweizylindermotor. Er trieb über zwei Ketten die Hinterachse an. Außerdem hatten die Fahrzeuge Vollgummireifen und einen Lenkhebel anstelle eines Lenkrads. Die Karosserien waren offen.
Von 1908 bis 1909 gab es das Model A. Der Motor war mit 10/12 PS angegeben. Der Radstand betrug 208 cm. Der Aufbau wurde Road Wagon genannt und war zweisitzig. Daneben gab es das Model B. Der Motor leistete 14 PS. Das Fahrgestell hatte 224 cm Radstand. Der Piano Box Buggy bot Platz für vier Personen.
1910 beschränkte sich das Angebot auf das Model A. Die Motorleistung war auf 12/14 PS gesteigert worden. Der Radstand blieb unverändert. Der Runabout hatte zwei Sitze.

## Modellübersicht
| Jahr      | Modell  | Zylinder | Leistung (PS) | Radstand (cm) | Aufbau                   |
| --------- | ------- | -------- | ------------- | ------------- | ------------------------ |
| 1908–1909 | Model A | 2        | 10/12         | 208           | Road Wagon 2-sitzig      |
| 1908–1909 | Model B | 2        | 14            | 224           | Piano Box Buggy 4-sitzig |
| 1910      | Model A | 2        | 12/14         | 208           | Runabout 2-sitzig        |